# Абревіатури чоловічих католицьких чернечих орденів і згромаджень
Абревіатура католицьких чоловічих чернечих орденів і згромаджень — скорочення латинських назв різних чоловічих католицьких чернечих орденів та згромаджень, яке ставиться після прізвища або чернечого імені з метою інформації про належність  до певного ордену або згромадження.

## Приклади
- O. Павло Мроцек CSsR — отець Павло Мроцек з конгрегації Святішого Спасителя (Congregatio Sanctissimi Redemptoris).

- Ісидор святого Йосипа CP — брат Ісидор святого Йосипа з конгрегації Страстей Ісуса Христа (Congregatio Passionis Jesu Christi).

- О. П'єр Тейяр де Шарден SJ — о.  П'єр Тейяр де Шарден з Товариства Ісуса (Societas Iesu).

## Перелік абревіатур католицьких чоловічих чернечих орденів і згромаджень
| Латинська абревіатура   | Повна латинська назва                                                                                        | Повне українська назва                                                        | Загальноприйнята назва членів чернечих орденів і згромаджень | Примітки                                                                       |
| ----------------------- | --- | ----------------------------------------------------------------------------- | ------------------------------------------------------------ | ------------------------------------------------------------------------------ |
| AA                      | Congregatio Augustinianorum ab Assumptione                                                                   | Августинці Успіння Божої Матері                                               | Ассумпціоністи                                               |                                                                                |
| B                       | Congregatio Clericorum Regilarium Sancti Pauli Barnabitarum                                                  | Згромадження варнавітів - регулярних каноніків святого апостола Павла         | Варнавіти                                                    |                                                                                |
| BMV                     | Congregatio ab Annuntiatione                                                                                 | Згромадження бенедиктинців Благовіщення                                       |                                                              |                                                                                |
| CAM                     | Ordo Mechitaristarum, Monachorum Armenorum sub Regula S. Benedicti                                           | Вірменський орден за Статутом святого Бенедикта                               | Мхітаристи                                                   |                                                                                |
| CarmD                   | Carmelitae Discalceatorum                                                                                    | Кармеліти босі                                                                | Босі кармеліти                                               | Різновид OCD                                                                   |
| C.A.S.H.                | Clerici Apostolici Sancti Hieronymi                                                                          | Єзуати                                                                        | Єзуати блаженного Єронима                                    |                                                                                |
| CD                      | Carmelitae Discalceatorum                                                                                    | Кармеліти босі                                                                | Босі кармеліти                                               | Різновид OCD                                                                   |
| CFC                     | Congregatio Fratrum Christianorum                                                                            | Згромадження християнських братів                                             |                                                              |                                                                                |
| CFH                     | Fratres Immaculatae Conceptiones Beatissimae Virgines Mariae Dei                                             | Брати Непорочного Зачаття Пресвятої Діви Марії Божої                          |                                                              |                                                                                |
| CFIC                    | Filii Immaculatae Conceptiones                                                                               | Сини Непорочного Зачаття                                                      |                                                              |                                                                                |
| CICM                    | Congregatio Immaculati Cordis Mariae                                                                         | Згромадження Непорочного Серця Марії                                          |                                                              |                                                                                |
| CFP                     | Congregatio Fratrum Pauperum Sancti Francisci Seraphici                                                      | Згромадження братів Святого Франциска Серафічного                             |                                                              |                                                                                |
| CFS                     | Congregatio a Fraternitate Sacerdotale                                                                       | Згромадження Священичого Братства                                             |                                                              |                                                                                |
| CFA                     | Congregatio Fratrum Cellitarum seu Alexianorum                                                               | Згромадження братів-целлітів (алексіан)                                       | Алексіани                                                    |                                                                                |
| CFX                     | Congregatio Fratrum a S. Francisco Xaverio                                                                   | Згромадження Братів Святого Франциска Ксаверія                                |                                                              |                                                                                |
| CIM                     | Congregatio Iesu et Mariae                                                                                   | Згромадження Ісуса та Марії                                                   | Евдісти                                                      |                                                                                |
| CM                      | Congregatio Missionis                                                                                        | Згромадження місій                                                            | Лазаристи                                                    |                                                                                |
| CMI                     | Congregatio Fratrum Carmelitanum B.V. Marie Immaculatae                                                      | Згромадження братів кармелітів Пресвятої Діви Марії Непорочної                | Кармеліти Непорочної Марії                                   |                                                                                |
| CMF                     | Congregatio Missionariorium Filiorium Immaculati Cordis Beatae Mariae Virginis                               | Згромадження місіонерів - синів Непорочного Серця Пресвятої Діви Марії        | Кларетинці                                                   |                                                                                |
| CO                      | Congregatio Oratorii Sancti Philippi Neri                                                                    | Інститут ораторіанців святого Філіпо Нері                                     | Ораторіанці                                                  |                                                                                |
| COp                     | Congregatio pro Operariis Christianis a Sancto Josepho Calasantio                                            | Згромадження християнських трудівників св. Йосипа Каласанса                   | Каласантіни                                                  |                                                                                |
| COr                     | Institutum Oratorii Sancti Philippi Nerii                                                                    | Згромадження ораторія святого Філіпа Нері                                     | Ораторіани                                                   |                                                                                |
| CP                      | Congregatio Passionis Iesu Christi                                                                           | Згромадження Страстей Ісуса Христа                                            | Пассіоністи                                                  |                                                                                |
| CPPS                    | Congregatio Missionariorum Pretiosissimi Sanguinis                                                           | Згромадження місіонерів дорогоцінною кров'ю Христовою                         |                                                              |                                                                                |
| CR                      | Congregatio a Resurrectione Domini Nostri Jesu Christi                                                       | Згромадження Воскресіння Господа нашого Ісуса Христа                          | Змартвихвстанці                                              |                                                                                |
| CR                      | Ordo Clericorum Regularium vulgo Theatinorum                                                                 | Конгрегація регулярних кліриків                                               | Театинці                                                     |                                                                                |
| CRB                     | Congregatio Ss. Nicolai et Bernardi Montis Iovis                                                             | Згромадження Латеранських каноніків-госпітальєрів святого Бернарда            |                                                              |                                                                                |
| CRL                     | Congregatio Canonicorum Regularium Sanctissimi Salvatoris Lateranensis                                       | Згромадження Латеранських регулярних каноніків Святішого Спасителя            | Латеранські каноніки                                         |                                                                                |
| CRIC                    | Congregatio Canonicorum Regularium Immaculatae Conceptionis                                                  | Згромадження Латеранських регулярних каноніків Непорочного Зачаття            |                                                              |                                                                                |
| CRS                     | Congregatio Clericorum Regularium a Somascha                                                                 | Згромадження регулярних каноніків з Сомаскі                                   | Сомаски                                                      |                                                                                |
| CRSA                    | Ordo Canonicorum Regularium Sancti Augustini                                                                 | Орден регулярних каноніків святого Августина                                  | Августинці                                                   |                                                                                |
| CRSP                    | Congregatio Clericorum Regilarium Sancti Pauli Barnabitarum                                                  | Згромадження варнавітів - регулярних каноніків святого апостола Павла         | Варнавіти                                                    |                                                                                |
| CRSV                    | Congregatio Victorina                                                                                        | Згромадження регулярних каноніків святого Віктора                             |                                                              |                                                                                |
| CRV                     | Congregatio Vindesemensis                                                                                    | Згромадження регулярних каноніків святого Августина з Віндесхайма             |                                                              |                                                                                |
| CRVC                    | Congregatio Fratrum a Vita Communi                                                                           | Згромадження регулярних каноніків братів спільного життя                      |                                                              |                                                                                |
| CS                      | Congregatio Missionariorum a Sancto Carlo                                                                    | Згромадження місіонерів святого Карла                                         | Калабрініани                                                 |                                                                                |
| CSC                     | Congregatio a Sancta Cruce                                                                                   | Згромадження Святого Хреста                                                   |                                                              |                                                                                |
| CSI                     | Congregatio Sancti Ioseph                                                                                    | Згромадження святого Йосипа                                                   | Йосафати                                                     |                                                                                |
| CSilvOSB                | Congregatio Silvestrina Ordinis Sancti Benedicti                                                             | Згромадження сільвестрінців святого Бенедикта                                 | Сільвестринці                                                |                                                                                |
| CSMA                    | Congregatio Sancti Michaelis Archangeli                                                                      | Згромадження святого Архангела Михаїла                                        |                                                              |                                                                                |
| CSSF                    | Congregatio Sororum Sancti Felicis a Cantalicio                                                              | Згромадження святого Фелікса з Канталіче                                      |                                                              |                                                                                |
| CSSp                    | Congregatio Sancti Spititus sub tutela Immaculati Cordis Mariae                                              | Згромадження Святого духу під заступництвом Непорочного Серця Діви Марії      |                                                              |                                                                                |
| CSsR                    | Congregatio Sanctissimi Redemptoris                                                                          | Згромадження Найсвятішого Ізбавителя                                          | Редемптористи                                                |                                                                                |
| CSV                     | Congregatio Clericorum Parochialium seu Catechistarum Sancti Viatoris                                        | Згромадження парафіяльних священиків святого Віатора                          |                                                              |                                                                                |
| CVUOSB                  | Congregatio Vallis Umbrosae Ordinis Sancti Benedicti                                                         | Конгрегація Валломброзіан Ордену Святого Бенедикта                            | Валломброзіани                                               |                                                                                |
| FBF                     | Ordo Hospitalarius Sancti Joannis de Deo                                                                     | Орден госпітальєрів Святого Івана Божого                                      | Боніфратри                                                   | італ. Fatebenefratelli                                                         |
| FDP                     | Filii Divinae Providentiae                                                                                   | Сини Божественного Провидіння                                                 | Оріоністи                                                    |                                                                                |
| FdCC                    | Congregatio Filiorum a Caritetae                                                                             | Каносіани                                                                     |                                                              |                                                                                |
| FMS                     | Institutum Fratrum Maristarum a Scholis                                                                      | Інститут шкільних братів-марістів                                             |                                                              |                                                                                |
| FN                      | Gongregatio Sacrae Familiae a Nazareth                                                                       | Згромадження Св. Родини з Назарету                                            | Назаретани                                                   |                                                                                |
| FSC                     | Institutum Fratrum Scholarum Christianarum                                                                   | Конгрегація братів шкіл християнських                                         | Брати християнських шкіл                                     | Ласаліани;                                                                     |
| FSCB                    | The Fraternity of St. Charles Borromeo                                                                       | Братство місіонерів святого Карла Борромео                                    |                                                              |                                                                                |
| FSP                     | Congregatio Fratrum a Sancto Patricio                                                                        | Згромадження братів святого Патріка                                           |                                                              |                                                                                |
| IMC                     | Institutum Missionum a Consolata                                                                             |                                                                               |                                                              |                                                                                |
| LC                      | Congregatio Legionariorium Christi                                                                           | Згромадження легіонерів Христа                                                |                                                              |                                                                                |
| MAfr                    | Missionarii Africae                                                                                          | Місіонери Африки                                                              | Білі отці                                                    |                                                                                |
| MCCI                    | Missionari Combiniani Cordis Iesu                                                                            | Місіонери-комбініани Серця Ісуса                                              | Комбініани                                                   |                                                                                |
| MEP                     | Societas Parisiensis Missionum ad Exteras Gentes                                                             | Паризьке Товариство Закордонних Місій                                         |                                                              |                                                                                |
| MIC                     | Congregatio Clericorum Regularium Marionorum sub titulo Immaculatae Conceptionis Beatissimae Virginis Mariae | Згромадження Маріан в ім'я Непорочного Зачаття Пресвятої Діви Марії           | Маріани                                                      |                                                                                |
| MinInf                  | Ordo Clericorum Regularium Ministrantium Infirmis                                                            | Орден регулярних кліриків - служителів хворих                                 | Камілліанці                                                  |                                                                                |
| MS                      | Missionari Dominae Nostrae a la Salette                                                                      | Місіонери Пресвятої Діви Марії з Ла-Салетт                                    | Салетіни                                                     |                                                                                |
| NDS                     | Notre Dame de Sion                                                                                           | Орден Богоматері в Сіоні                                                      | Сіони                                                        |                                                                                |
| OAM                     | Ordo Antinianorum Maronitarum                                                                                |                                                                               | Антоніани-Мароніти                                           |                                                                                |
| OAOC                    | Ordo Antonianus S. Hormisdae Chaldaeorum                                                                     | Орден августинців-халдеїв святого Гормізд                                     |                                                              |                                                                                |
| OAR                     | Ordo Augustinianorum Recollectorum                                                                           |                                                                               | Августинці-реколекти                                         |                                                                                |
| Ordo Carmelitae         | Орден кармелітів                                                                                             | Кармеліти                                                                     | різновид OCarm                                               |                                                                                |
| Ordo Carmelitae Carmelo | Орден кармелітів                                                                                             | Кармеліти                                                                     | різновид OCarm                                               |                                                                                |
| OCarm                   | Ordo Fratrum Beatae Mariae Virginis de Monte Carmelo                                                         | Орден братів Пресвятої Діви Марії з гори Кармель                              | Кармеліти                                                    |                                                                                |
| OCart                   | Ordo Carthusiensis                                                                                           | Орден картузіанів                                                             | Картузіанці                                                  |                                                                                |
| OCD                     | Ordo Fratrum Discalceatorum Beatae Mariae Virginis de Monte Carmel                                           | Орден босих братів Пресвятої Діви Марії з гори Кармель                        | Босі кармеліти                                               |                                                                                |
| OCDS                    | Ordo Carmelitarum Discalceatorum Saecularis                                                                  | Світський орден босих кармелітів                                              | Світські кармеліти                                           |                                                                                |
| OCarmDisc               | Ordo Carmelitae Discalceatorum                                                                               | Орден кармелітів босих                                                        | Босі кармеліти                                               | Різновид OCD                                                                   |
| OCist                   | Ordo Cisterciensis                                                                                           | Орден цистерцінців                                                            | Цистерціанці                                                 |                                                                                |
| OCR                     | Ordo Cisterciensium Reformatorum sive Strictiorum Observantiae                                               | Орден реформованих цистерцианців суворого дотримання статуту                  | Трапісти                                                     |                                                                                |
| OdeM                    | Ordo Beatae Mariae de Mercede Redemptionis Captivorum                                                        | Орден Пресвятої Діви Марії викупу полонених                                   | Мерседари                                                    |                                                                                |
| OESA                    | Ordo Fratrum Erimitarum Sancti Augustini                                                                     | Орден пустельників святого Августина                                          | Августинці-ереміти                                           |                                                                                |
| OFB                     | Ordo Fratrum Bethlemitarum                                                                                   | Орден Богоматері Віфлеєму                                                     | віфлееміти                                                   |                                                                                |
| OFM                     | Ordo Fratrum Minorum                                                                                         | Орден менших братів                                                           | Францисканці                                                 |                                                                                |
| OFMCap                  | Ordo Fratrum Minorum Capuccinorum                                                                            | Орден менших братів капуцинів                                                 | Капуцини                                                     |                                                                                |
| OFMConv                 | Ordo Fratrum Minorum Conventualium                                                                           | Орден менших братів Конвентуальних                                            | Францисканці конвентуальні                                   |                                                                                |
| OFMObs                  | Ordo Fratrum Minorum Regularis Observantiae                                                                  | Орден менших братів-обсервантів                                               | Францисканці-обсерванти, Бернардинці                         |                                                                                |
| OFMRef                  | Ordo Fratrum Minorum Strictioris Observantiae Reformatorum                                                   | Орден менших братів-реформаторів суворого дотримання статуту                  | Францисканці-реформатори                                     |                                                                                |
| OH                      | Ordo Hospitalarius Sancti Joannis de Deo                                                                     | Госпітальний орден св. Іоанна Божого                                          | Боніфратри                                                   |                                                                                |
| OLM                     | Ordo Libanensis Maronitarum                                                                                  | Орден ліванських маронітів                                                    |                                                              |                                                                                |
| OM                      | Ordo Minimorum                                                                                               | Орден мінім                                                                   | Мініми                                                       |                                                                                |
| OMech                   | Ordo Mechitharisterum                                                                                        | Орден мхітаристи                                                              |                                                              |                                                                                |
| OMel                    | Ordo Melitaensis                                                                                             | Мальтійський Орден                                                            | Мальтійці                                                    | колишня назва - Орден госпітальних лицарів св. Іоанна Єрусалимського, Іоанніти |
| OMI                     | Congregatio Missionariorum Oblatorum Beatae Mariae Virginis Immaculatae                                      | Згромадження облаток-місіонерів Непорочної Діви Марії                         | Облати                                                       |                                                                                |
| OMin                    | Ordo Minorum                                                                                                 | Орден менших                                                                  | францисканці - мінорити                                      | Францисканський орден до поділу                                                |
| OMM                     | Ordo Maronita Beatae Mariae Virginis                                                                         | Маронітський орден Блаженної Діви Марії                                       |                                                              |                                                                                |
| OP                      | Ordo Fratrum Praedicatorum                                                                                   | Орден проповідників                                                           | Домінікани                                                   |                                                                                |
| OPraem                  | Ordo Praemonstratensis                                                                                       | Орден премонстрантів                                                          | Премонстранти                                                |                                                                                |
| ORC                     | Ordo Canonicorum Regularium Sanctae Crusis                                                                   | Орден регулярних каноніків Святого Хреста                                     |                                                              |                                                                                |
| OSA                     | Ordo Fratrum S. Augustini                                                                                    | Орден братів святого Августина                                                |                                                              |                                                                                |
| OSB                     | Ordo Sancti Benedicti                                                                                        | Орден святого Бенедикта                                                       | Бенедиктинці                                                 |                                                                                |
| OSBCam                  | Congregatio Monachorum Erimitarum Camaldulensis Ordinis Sancti Benedicti                                     | Згромадження камальдульських монахів-самітників Ордена святого Бенедикта      | Камальдули                                                   |                                                                                |
| OSBI                    | Ordo Basilianus Italiae seu Cryptoferratensis                                                                | Орден італійських василіан з Гроттаферрата                                    |                                                              |                                                                                |
| OSBM                    | Ordo Sancti Basilii Magni                                                                                    | Орден святого Василія Великого                                                | Василіани(базіліани)                                         |                                                                                |
| OSBOliv                 | Congregatio Sancti Mariae Montis Oliveti                                                                     | Бенедиктинці з гори Олівето                                                   | Олівети                                                      |                                                                                |
| OSBSil                  | Congregatio Silvestrina Ordinis Sancti Benedicti                                                             | Конгрегація Сільвестринців Ордену Святого Бенедикта                           | Сільвестринці                                                |                                                                                |
| OSBVall                 | Congregatio Vallis Umbrosae Ordinis Sancti Benedicti                                                         | Конгрегація Валломброзіан Ордену Святого Бенедикта                            | Валломброзіани                                               |                                                                                |
| OSC                     | Canonici Regulares Ordinis S. Crusis                                                                         | Регулярні каноніки ордена Святого Хреста                                      |                                                              |                                                                                |
| OSFS                    | Institutum Oblatorum Sancti Francisci Salesii                                                                | Інститут облати св. Франциска Сальського                                      |                                                              |                                                                                |
| OSH                     | Ordo Sancti Hieronymi                                                                                        | Орден святого Ієроніма                                                        |                                                              |                                                                                |
| OSM                     | Ordo Servorum Mariae                                                                                         | Орден служителів Діви Марії                                                   | сервітов                                                     |                                                                                |
| OSPPE                   | Ordo Fratrum Sancti Pauli Primi Erimitae                                                                     | Орден братів святого Павла Первопустинитка                                    | Пауліни                                                      |                                                                                |
| OSsS                    | Ordo Sanctissimi Salvatoris                                                                                  | Орден Найсвятішого Спасителя                                                  | Бригіди                                                      | Чоловіча гілка ордену бригідок                                                 |
| OSST                    | Ordo Sanctissimae Trinitatis Redemptionis Captivorum                                                         | Орден Пресвятої Трійці викупу невільників                                     | Тринітарії                                                   |                                                                                |
| OT                      | Ordo Fratrum Domus Hospitalis Sanctae Mariae Teutonicorum in Jerusalem                                       | Тевтонський Орден госпітальних братів Пресвятої Діви Марії в Єрусалимі        | Тевтонці,госпітальєри                                        | Тевтонський Орден                                                              |
| PA                      | Patris Albi                                                                                                  | Згромадження білих отців                                                      | Білі отці                                                    |                                                                                |
| PIME                    | Pontificium Institutum pro Missionibus Exteris                                                               | Папський Інститут Закордонних Місій                                           |                                                              |                                                                                |
| SAC                     | Societas Apostalatus Catholici                                                                               | Суспільство католицького апостольства                                         | Палоттіни                                                    |                                                                                |
| SC                      | Fratres a Sanctissimo Corde Iesu                                                                             | Брати Найсвятішого Серця Ісуса                                                |                                                              |                                                                                |
| SchP                    | Ordo Clericorum Regularium Pauperum Matris Dei Scholarum Piarum                                              | Орден бідних регулярних кліриків християнських шкіл в ім'я Божої Матері       |                                                              |                                                                                |
| SChr                    | Societas Christi pro Emigrantibus Polonis                                                                    | Суспільство Христа для Закордонної Полонії                                    | Суспільство Христа                                           |                                                                                |
| SCI або SCJ             | Congregatio Sacerdotum a Sacro Corde Jesu                                                                    | Згромадження священиків Святійшого Серця Ісуса                                |                                                              |                                                                                |
| SDB                     | Societas Sancti Francisci Salesii                                                                            | Товариство святого Франциска Сальського                                       | Салезіани                                                    |                                                                                |
| SDS                     | Societas Divini Salvatoris                                                                                   | Суспільство Божественного Спасителя                                           | Сальваторіани                                                |                                                                                |
| SG                      | Institutum Fratrum Instructionis Christisnae a Sancto Gabriele                                               | Інститут св. Гавриїла братів християнського виховання                         |                                                              |                                                                                |
| SJ                      | Societas Jesu                                                                                                | Товариство Ісуса                                                              | Єзуїти                                                       |                                                                                |
| SM                      | Societas Mariae                                                                                              | Суспільство Діви Марії                                                        | марісти                                                      |                                                                                |
| SMA                     | Societas Lugdunensis pro Missionibus ad Afros                                                                | Ліонське Суспільство африканських місій                                       |                                                              |                                                                                |
| SMM                     | Societas Mariae Monfortana                                                                                   | Монфортанское суспільство Діви Марії                                          | Монфортани                                                   |                                                                                |
| SS                      | Societas Presbyterorum a Sancto Paulo                                                                        | Суспільство священиків в ім'я святого Сульпіція                               | Сульпіціани                                                  |                                                                                |
| SSCC                    | Congregatio Sacrorum Cordium Jesu et Mariae necnon Adorationis perprtuae Sanctissimi Sacramenti Alteris      | Конгергація Святіших Сердець Ісуса та Марії і вічного поклоніння Святим Дарам |                                                              |                                                                                |
| SSCME                   | Societas Sancti Columbani pro Missionibus ad Exteros                                                         | Суспільство закордонних місій святого Колумбан а                              |                                                              |                                                                                |
| SSE                     | Societas Patrum S. Edmundi                                                                                   | Товариство отців св. Едмунда                                                  | Едмундисти                                                   |                                                                                |
| SSP                     | Societas a Sancto Paulo Apostolo                                                                             | Товариство святого апостола Павла                                             |                                                              |                                                                                |
| SSS                     | Congregatio Presbytororium a Sanctissimo Sacramento                                                          | Згромадження священиків Святих Дарів                                          |                                                              |                                                                                |
| SVD                     | Societas Verbi Divini                                                                                        | Суспільство Слова Божого                                                      | Вербісти                                                     |                                                                                |
| SX                      | Pia Societas Francisci Xaverii pro Exteris Missionibus                                                       | Благочестиве суспільство закордонних місій святого Франциска Ксаверія         |                                                              |                                                                                |
| TOR                     | Tertius Ordo Regularis S. Francisci                                                                          | Третій регулярний орден святого Франциска                                     | Терціарії                                                    | Походить від францисканців                                                     |
| YFO                     | Orden de Caballeros y Damas del Santo Sepulcro y Basílica de San Juan de Dios                                | Орден лицарів і сестер Гробу Господнього церкви святого Івана Божого          | Лицарі Святого Івана Божого                                  |                                                                                |

## Джерело
- Annuario Pontificio, Ватикан, 2003, стр. 1098 - 1377